# Buddhadasa

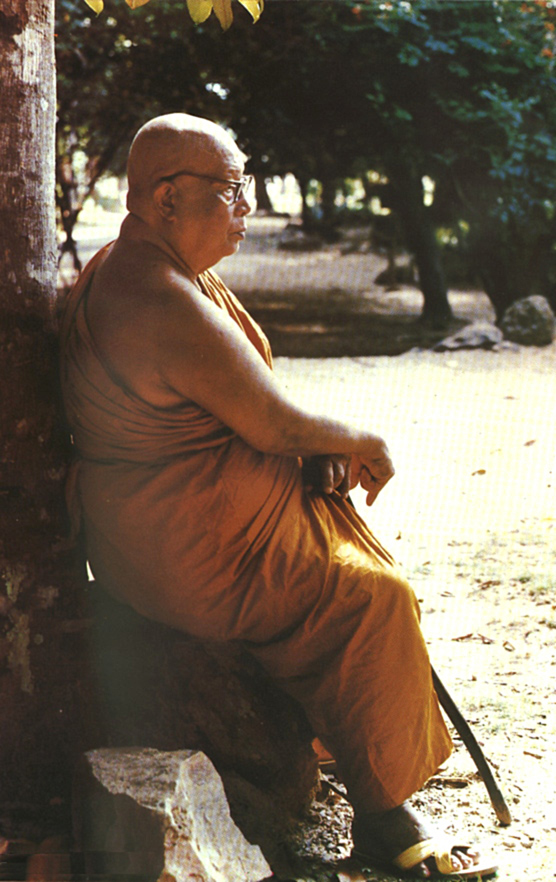
Bhikkhu Buddhadasa

Bhikkhu Buddhadasa  (taj.: พุทธทาสภิกข; transkrypcja: Phuttathat) (ur. 27 maja 1906 – zm. 25 maja 1993) – był jednym z najbardziej twórczych mnichów z buddyjskiej tradycji therawady XX wieku. Znany jako nowatorski interpretator nauk Buddy, Buddhadasa pomógł zreformować buddyzm w Tajlandii. Zainspirował ludzi takich jak Pridi Banomyong, przywódcę tajskiej rewolucji z 1932 roku a także wielką tajską aktywność społeczną w latach 60. Posiadał tytuł ajahn (lub ajarn – nauczyciel)

## Wczesne lata
Urodził się w 1906 roku w Phumriang (obecnie dystrykt Chaiya – Południowa Tajlandia). Nadano mu imię Nguam Panid. Został wyświęcony na bhikkhu (mnicha) w 1926 roku, w wieku lat dwudziestu. Po wyświęceniu, tak jak to oczekiwano od młodego mnicha zaczął studia w Bangkoku. Jednak szybko zniechęcił się do zatłoczonych miejskich klasztorów, brudnych i co gorsza skorumpowanych. Porzucił zatem Bangkok i powrócił do rodzinnej miejscowości.
W tamtejszej świątyni zaczął praktykować nawiązując do pierwotnego buddyzmu – biorąc sobie do serca nauki o szczodrych czynach (pāli. dāna), unikania krzywdzenia innych (pāli. mettā – dobra wola, karuṇā – współczucie, ahiṃsā – "niekrzywdzenie") i oczyszczaniu i ćwiczeniu umysłu (pāli. samādhi – skupienie). Starał się unikać rytualizmu i wewnętrznej polityki, która zdominował tajski buddyzm w tym czasie. Jego nadzwyczajna zdolność do tłumaczenia aspektów filozofii buddyjskiej wkrótce zjednała mu wielu zwolenników.

## Założenie WatSuan Mokkh
W 1932 roku założył Suan Mokkhabalarama ("Ogród Potęgi Wyzwolenia") w świątyni w której rezydował. Później przyjęła się nazwa Suan Mokkh ("Ogród Wyzwolenia") – skrót dłuższej nazwy. W tamtym czasie było to jedyne "leśne" (poza obszarem miejskim) centrum Dharmy i jedno z niewielu miejsc poświęconych medytacji vipassanā (medytacji wglądu) w Południowej Tajlandii. Buddhadasa koncentrował się zwłaszcza na ānāpānasati (medytacja świadomości oddychania). Buddhadasa opierał swą praktykę na szerokich badaniach tekstów pālijskich – nauk Buddy (Sutta Pitaka), osobistym doświadczeniu i praktyce.
W późniejszych latach nauki Buddhadasy zdobyły sobie wielu zagranicznych studentów, którzy przybyli do jego świątyni. Podejmował także dialogi z innymi nauczycielami buddyjskimi, z innych buddyjskich tradycji i przedstawicielami innych religii (np. chrześcijaństwa). Poszukiwał sposobu by zjednoczyć wszystkich prawdziwie religijnych ludzi by wspólnie pracować aby pomóc "wyrwać ludzkość z rąk materializmu". Chociaż jego formalna edukacja osiągnęła tylko dziewiąty poziom i poziom początkujący w studiach pālijskich, otrzymał pięć doktoratów Honoris Causa od tajskich uniwersytetów. Na krótko przed śmiercią stworzył International Dhamma Hermitage Center (Międzynarodowe centrum Pustelnia Dhammy) w swej świątyni, by wspomagać obcokrajowców w nauczaniu buddyzmu i medytacji vipassanā.
Buddhadasa zmarł 25 maja 1993 roku, po serii ataków serca, między którymi powracał do czynnego nauczania. Ostatni atak nastąpił, gdy przygotowywał notatki do kazania, które miał dać w dzień swych urodzin (za dwa dni, 27 maja).

## Dziedzictwo
Jego książki napisane lub stanowiące zapis jego nauk zapełniają jeden z pokoi w Tajskiej Bibliotece Narodowej (dosłownie) i miały wpływ na wszystkich tajskich buddystów. Wciąż pisze się doktoraty o nim i jego spuściźnie. Jego książki można znaleźć we wszystkich bibliotekach w całym kraju, są one uważane jako doskonały podarunek podczas ceremonii kremacji.
Postępowi członkowie tajskiego społeczeństwa, zwłaszcza młodzież była inspirowana przez jego nauki i przykłady bezinteresowności. Od lat sześćdziesiątych wielu aktywistów i myślicieli z dziedziny edukacji, ekologii, opieki społecznej i rozwoju gospodarczego ulegało wpływom jego nauk i porad. Wielu mnichów z jego inspiracji zaangażowało się w ekologię i rozwój społeczeństwa. Połączył tradycje tekstów z zaangażowanymi praktykami buddyjskimi.
Znany był ze swej sympatii do zwierząt – zwano go "nauczycielem zwierząt", chętnie się z nimi fotografował i pisał o nich wiersze przesiąknięte naukami buddyjskim.
Jego nauki kontynuowane przez jego uczniów (np. Santikaro Bhikkhu) stworzyły "socjalizm dhammiczny" oraz "Ekologię Umysłu".

## Publikacje
Buddhadasa pisał głównie w języku tajskim. Po polsku nie ma żadnej z jego publikacji. Najbardziej znane tłumaczenia na angielski:
- Handbook for Mankind (Podręcznik dla ludzkości) najbardziej znana książka Buddhadasy.
- No Religion (Nie Religia)
- The A,B,Cs of Buddhism (ABC Buddyzmu)
- Mindfulness With Breathing: A Manual for Serious Beginners (Uważność z oddychaniem – podręcznik dla bardzo początkujących)
- Heart-wood from the Bo Tree. what-buddha-taught.net. [zarchiwizowane z tego adresu (2011-09-28)]. (Rdzeń z Drzewa Bodhi)